# Dersau
Dersau – gmina w Niemczech w kraju związkowym Szlezwik-Holsztyn, w powiecie Plön, wchodzi w skład Związku Gmin Großer Plöner See.